# Egon von Jordan
Pour les articles homonymes, voir Jordan.
Egon Leopold Christian von Jordan (né le 19 mars 1902 au château de Dux, mort le 27 décembre 1978 à Vienne) est un acteur autrichien.

## Biographie
Egon von Jordan est le fils du Bezirkshauptmann Egon Christian von Jordan (né en 1865 à Turnau) et son épouse Hélène Émilie Léopoldine Amalia Semmler (née en 1882 à Brünn). Il étudie le droit pendant quatre semestres à l'université de Vienne et prend des cours particuliers de théâtre auprès de Josef Danegger. En 1921, il fait ses débuts au Volkstheater de Vienne. De 1925 à 1930, il est engagé au Deutsches Theater de Berlin, dans les années 1930, il joue à Vienne au Theater an der Wien et de nouveau au Volkstheater.
Il apparaît bientôt dans ses premiers films muets. Dès le début, il incarne les hommes élégants, mais rapidement accepte d'être régulièrement utilisé comme acteur secondaire et mineur. En plus des conseillers de la cour et des barons, il joue des personnages historiques de l'époque de la monarchie austro-hongroise, notamment dans les films autrichiens des années 1950.
Après la Seconde Guerre mondiale, Egon von Jordan fait des apparitions sur de nombreuses scènes en Allemagne et en Autriche. Au cours des dernières années, il figure dans des séries télévisées. Il fait sa dernière apparition en 1974 dans le téléfilm Verurteilt 1910 dans le rôle de l'empereur François-Joseph.

## Filmographie
- 1922 : Das Gespenst auf Mortons Schloß
- 1923 : Le Jeune Medardus
- 1926 : Wien – Berlin
- 1926 : Spitzen
- 1926 : On ne badine pas avec l'amour
- 1927 : Wenn der junge Wein blüht
- 1927 : Die Bräutigame der Babette Bomberling
- 1927 : Wenn Menschen reif zur Liebe werden
- 1927 : Mädchen aus Frisco
- 1927 : Die glühende Gasse
- 1928 : Königin Luise
- 1928 : Mädchen, hütet Euch!
- 1928 : Jahrmarkt des Lebens
- 1928 : Herbstzeit am Rhein
- 1929 : Richthofen
- 1930 : Stud. chem. Helene Willfüer
- 1931 : Mordprozeß Mary Dugan
- 1931 : Menschen hinter Gittern
- 1931 : Casanova wider Willen
- 1933 : Unser Kaiser
- 1934 : Ein Stern fällt vom Himmel (de)
- 1937 : Sottises (de)
- 1940 : Ma fille est millionaire
- 1940 : Herz ohne Heimat
- 1940 : Histoires viennoises
- 1940 : Toute une vie
- 1941 : Brüderlein fein
- 1942 : Sang viennois
- 1943 : Gabriele Dambrone
- 1944 : Musik in Salzburg
- 1946 : Glaube an mich
- 1947 : Wiener Melodien (de)
- 1948 : Alles Lüge (de)
- 1948 : Der Herr Kanzleirat (de)
- 1949 : Liebling der Welt (de)
- 1949 : Wiener Mädeln
- 1949 : Amour d'enfer (de)
- 1950 : Erzherzog Johanns große Liebe (de)
- 1950 : Toselli
- 1951 : Le Paysan allègre
- 1951 : À deux dans une auto (de)
- 1952 : Abenteuer in Wien (de)
- 1952 : On se tirera d'affaire (de)
- 1952 : Ich hab' mich so an Dich gewöhnt (de)
- 1952 : Vienne, premier avril an 2000
- 1953 : Stolen Identity (en)
- 1953 : Une nuit à Venise (de)
- 1953 : Einmal kehr' ich wieder
- 1953 : Je n'ai que ton amour (de)
- 1954 : Das Licht der Liebe
- 1955 : La Princesse du Danube bleu
- 1955 : Bel Ami
- 1955 : Le Secret d'une doctoresse (de)
- 1956 : Gasparone
- 1955 : Mozart
- 1955 : Sissi
- 1956 : Liebe, Schnee und Sonnenschein
- 1956 : Sissi impératrice
- 1957 : Mit Rosen fängt die Liebe an (de)
- 1957 : Skandal in Ischl (de)
- 1957 : Sissi face à son destin
- 1958 : Der Page vom Palast-Hotel
- 1958 : Im Prater blüh'n wieder die Bäume
- 1958 : Sebastian Kneipp – Ein großes Leben (de)
- 1959 : Brillanten aus Wien (TV)
- 1959 : Katia
- 1960 : Le Brave Soldat Chvéïk
- 1960 : Wegen Verführung Minderjähriger (de)
- 1961 : Ville sans pitié
- 1962 : Kaiser Joseph und die Bahnwärterstochter (TV)
- 1962 : Romanze in Venedig (de)
- 1963 : Leutnant Gustl (TV)
- 1963 : Le Grand Jeu de l'amour
- 1964 : Vienne reste toujours Vienne
- 1964 : Eine Frau ohne Bedeutung (de) (TV)
- 1966 : Der Fall Bohr (TV)
- 1969 : Die Moritat vom Räuberhauptmann Johann Georg Grasel (de) (TV)
- 1971 : Und Jimmy ging zum Regenbogen
- 1971 : Der junge Baron Neuhaus (TV)
- 1974 : Verurteilt 1910 (TV)
- 1974 : Karl May